# Karol Szajnocha

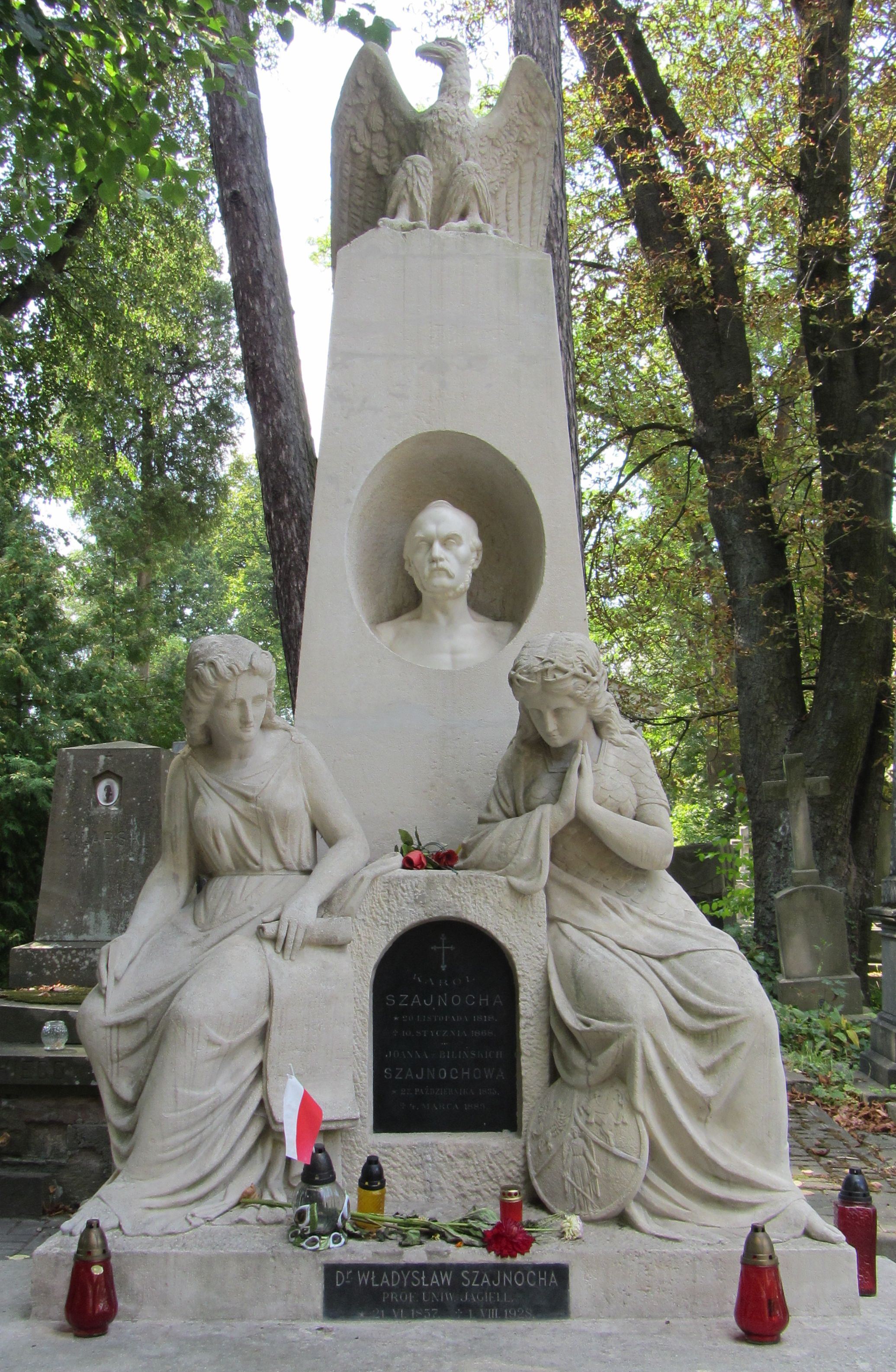
Grobowiec rodziny Szajnochów: Karola, jego żony Joanny i syna Władysława (1857—1928), geologa. Pomnik z roku 1868 dłuta Parysa Filippiego i Abla Marii Periera.

Karol Szajnocha (ur. 20 listopada 1818 w Komarnie, zm. 10 stycznia 1868 we Lwowie) – polski pisarz, historyk i działacz niepodległościowy.

## Życiorys
Jego ojcem był zniemczony Czech - Wacław Scheinoha-Vtelenský, a matką - Maria z Łozińskich (jego kuzynami byli pisarze Walery i Władysław Łozińscy). Ojciec Szajnochy, z wykształcenia lekarz, przestał wykonywać zawód medyczny i osiadł w Galicji jako tzw. mandatariusz. Nie wysługiwał się władzom austriackim, zżył się ze społeczeństwem polskim, nauczył się mówić po polsku, ożenił z Polką i spolszczył tak dalece, że dzieci wychował na Polaków. Polakiem czuł się od lat najmłodszych Karol, który początki nauki pobierał w domu, a następnie uczęszczał do szkół średnich w Samborze i we Lwowie. W szkole średniej starał się zatrzeć ślady swego niepolskiego pochodzenia, zmieniając stopniowo pisownię nazwiska (Scheynoha de Wtellensky, później Szejnoha de Wtellensky, wreszcie Szajnocha).
W 1834, w gronie kolegów szkolnych założył konspiracyjne „Towarzystwo Starożytności” mające na celu gromadzenie i referowanie wiadomości o istniejących w kraju zabytkach przeszłości. członkami jego byli nie tylko uczniowie Polacy, ale również, i to w większości, Niemcy i Rusini. Sprawa się wydała, przeprowadzono śledztwo, w którym Szajnocha całą odpowiedzialność wziął na siebie. Kara nie była zbyt dotkliwa, jednak miała brzemienne skutki w przyszłości.
W 1835 zapisał się na Wydział Filozoficzny Uniwersytetu Lwowskiego, ale po kilku miesiącach, 21 stycznia 1836 został aresztowany i odstawiony do więzienia śledczego. Oskarżony był o pisanie kartek i wierszy o antyrządowej treści. Kartki te znaleziono na uniwersytecie i w kościele bernardyńskim w ławkach, które podczas mszy szkolnej zajmowali uczniowie najwyższej klasy gimnazjalnej. Szajnocha i tym razem przyznał się do winy.
Został aresztowany i osadzony w zwyczajnym więzieniu, a po kilku tygodniach przeniesiony do więzienia specjalnego. Tam trzymano go w kajdanach założonych na nogi i ręce, w zupełnej ciemności i bez dostępu do książek. Stęchłe powietrze, ustawiczna wilgoć i mrok oddziaływały szkodliwie na młody organizm. Dla zapełnienia bezczynności, gdy było coś w celi widać, wyrabiał igły z kości i drutu siatkowego, wydobywał nitki z prześcieradła lub szpilką pisał na ścianie utwory poetyckie, co osłabiło mu już na stałe wzrok. W ciężkim więzieniu Szajnocha przebywał do połowy 1837.
Jako politycznemu skazańcowi nie pozwolono mu kontynuować przerwanych studiów na uniwersytecie. Wiedzę historyczną zdobywał więc jako samouk. Zarabiał na życie jako nauczyciel w prywatnych domach, był korektorem w redakcjach czasopism lwowskich: „Dziennik Mód”, „Lwowianin”, „Rozmaitości” (dodatku kulturalno-literackim do dziennika „Gazeta Lwowska”) i pomagał owdowiałej matce w prowadzeniu dzierżawy w Żydaczowie.
W 1838 znowu włączył się do działalności spiskowej, stając się członkiem nowej organizacji konspiracyjnej, Młodej Sarmacji, ugrupowania przeciwstawiającego się idei zbrojnego powstania.
Od 1839 drukował swoje utwory literackie. W 1847, gdy zaczęły się poważne niedomagania jego wzroku, opublikował w „Bibliotece Zakładu Ossolińskich” pierwszą pracę naukową Pogląd na ogół dziejów polskich. Mimo ostrzeżeń lekarzy i osłabienia wzroku pracował dalej. Bez względu na porę roku wstawał o trzeciej nad ranem, a bywał zajęty do późnej nocy. Pisał wiersze, powieści i  utwory dramatyczne, przekładał też serbskie pieśni.
Od 1 lutego 1853 był zastępcą kustosza w Zakładzie Narodowym im. Ossolińskich, a od 1856 jednym z redaktorów „Rozmaitości” i autorem piszącym prace historyczne. Był też inicjatorem i wydawcą pierwszych tomów pomnikowego dzieła Monumenta Poloniae Historica (1864–1876) i redaktorem „Biblioteki Ossolińskich”.
W 1855 ożenił się z Joanną Bilińską. W 1860, w czterdziestym drugim roku życia, stracił wzrok. Mimo tego kalectwa i innych nękających go chorób Szajnocha w miarę możliwości pracował bez przerwy. Słuchał lektora i dyktował, ale również pisał samodzielnie, posługując się opracowanym przez siebie prostym przyrządem. W ostatnich latach życia nie mógł już pisać, gdyż reumatyzm obezwładnił mu najpierw nogi, a następnie ruchy ramion, tak iż z trudem mógł kreślić ołówkiem na papierze tylko nieczytelne znaki. Zmarł 10 stycznia 1868; został pochowany na cmentarzu Łyczakowskim.
Największe jego dzieło to Jadwiga i Jagiełło, którego pierwsze, trzytomowe wydanie ukazało się we Lwowie w latach 1855–1856, a drugie, czterotomowe ze Wstępem – które autor uznał za jedyne poprawne – w 1861. Wrażenie, jakie to dzieło wywarło, i jego poczytność były niezwykłe. Czytali je z zainteresowaniem, a niekiedy wprost z zachwytem zarówno ludzie uczeni, jak i najszersze koła mniej wyrobionych odbiorców. Popularność Szajnochy na niwie historii przypominała popularność Henryka Sienkiewicza na niwie literackiej.
Z napisanych przez niego dzieł historycznych poświęconych m.in. Bolesławowi Chrobremu, Władysławowi Łokietkowi, Kazimierzowi Wielkiemu, królowej Jadwidze, Władysławowi Jagielle, Jerzemu Sebastianowi Lubomirskiemu itd. korzystał m.in. Henryk Sienkiewicz pisząc Trylogię.
W 1858, odświeżając dawną teorię hr. Tadeusza Czackiego o normańskich korzeniach Polski, opublikował dzieło Lechicki początek Polski. Szajnocha uważał, że pierwsze państwo polskie, zostało zorganizowane – zgodnie z tzw. teorią najazdu – przez skandynawskie plemię Lechitów, protoplastów późniejszej szlachty polskiej.
W ciągu wielu lat wychodziły drukiem drobne prace Szajnochy w „Dzienniku Literackim”, w „Rozmaitościach”, dodatku tygodniowym do „Gazety Lwowskiej”, w „Dzienniku Mód”, w „Bibliotece Zakładu Narodowego im. Ossolińskich”, w „Tygodniku Lwowskim”. Te z nich, które nie należały do literatury pięknej czy publicystyki, ale mogły być zakwalifikowane jako historyczne, wydawane były tomami jako Szkice Historyczne (ich wydawcą był Karol Wild). Największe prace Karola Szajnochy to: z roku 1849 Bolesław Chrobry, z lat 1855-56 Jadwiga i Jagiełło 1374-1413, z lat 1854-69 Szkice historyczne (4 tomy), z roku 1858 Lechicki początek Polski, z lat 1865-69 Dwa lata dziejów naszych 1646-48 (2 tomy).
Syn Karola, Władysław Szajnocha (1857-1928) był znanym geologiem, twórcą monumentalnego „Atlasu geologicznego Galicji”, w latach 1911-1912 i 1916-1917 rektorem Uniwersytetu Jagiellońskiego a w 1920 jednym z założycieli Polskiego Towarzystwa Geologicznego i jego pierwszym przewodniczącym.
W okresie II Rzeczypospolitej Rada Miasta Lwowa przyznawała Nagrodę Naukową Miasta Lwowa im. Karola Szajnochy.